# Masamichi Royama
Masamichi Royama (n. 1895 - d. 1980) a fost unul din fruntașii școlii japoneze de geopolitică din perioada interbelică. A fost profesor de științe politice la Universitatea Imperială din Tokyo. Este unul din autorii doctrinei geopolitice a Sferei marii co-prosperități asiatice.